# Jonathan Carver
Jonathan Carver (Weymouth, 13 aprile 1710 – Londra, 31 gennaio 1780) è stato un esploratore statunitense.
Dal 1766 al 1768 visitò l'America settentrionale, lasciando poi il resoconto Viaggi attraverso l'entroterra del Nordamerica (1778).